# 박문철
박문철(朴文哲, 1968년 2월 25일 ~ )은 대한민국 경상남도의회 의원이다.

## 학력
- 일운초등학교
- 지세포중학교
- 거제고등학교
- 경상대학교 전자계산학과
- 창원대학교 산업대학원 컴퓨터공학과 석사과정 수료

## 경력
- 내서읍 주민자치위원
- 국민참여당 중앙당 중앙위원
- 마산대학교 겸임교수
- 창원대학교 녹색기술기반 해양플랜트 인재양성센터 계약교수
- 더불어민주당 경상남도당 교육연수위원장
- 초록에너지(주) 대표이사
- 2018년 7월 1일 ~ 2022년 6월 30일: 제11대 경상남도의회 의원

## 역대 선거 결과
|  | 22.39% |

|  | 43.35% |

|  | 43.39% |